# Zuo Qiuming
Zuo Qiuming (chinesisch 左丘明, Pinyin Zǔo Qīumíng, W.-G. Tso Ch'iuming) war ein chinesischer Autor, der die berühmten Kommentare über die Frühlings- und Herbstannalen verfasste. Er war Konfuzius’ Schüler, über sein Leben ist jedoch wenig bekannt. Er wird allgemein als Vater der Prosa-Erzählung betrachtet. Im Jahre 647 nach Chr. hat man ihm eine Ahnentafel im Konfuziustempel gewidmet. Es wird vermutet, dass er das Buch Guoyu geschrieben hat.